# Distretto di Changuinola
Il distretto di Changuinola è un distretto di Panama nella provincia di Bocas del Toro con 98.310 abitanti al censimento 2010.

## Geografia antropica

### Suddivisioni amministrative
Il distretto è suddiviso in 12 comuni:
- Changuinola
- Almirante
- Guabito
- Teribe
- Valle del Risco
- El Empalme
- Las Tablas
- Cochigró
- La Gloria
- Las Delicias
- Nance del Risco
- Valle de Agua Arriba